# Nathaniel Rich
Nathaniel Rich (New York, 5 marzo 1980) è un romanziere, saggista e giornalista statunitense.
È l'autore di Perdere la Terra. Una storia recente del 2019, del saggio del 2005 San Francisco Noir: The City in Film Noir from 1940 to the Present e dei romanzi King Zeno del 2018, Odds Against Tomorrow del 2013 e La voce del sindaco del 2008. Rich ha scritto saggi e recensioni per The New York Review of Books, Vanity Fair, The New York Times, Harper's Magazine, Rolling Stone, The Atlantic e Slate.

## Biografia

### Infanzia e istruzione
Rich è il figlio di Frank Rich, scrittore per New York Magazine e ex editorialista del New York Times, e Gail Winston, direttrice esecutiva di HarperCollins, mentre suo fratello minore è lo scrittore Simon Rich. Rich ha frequentato la Dalton School ed è un ex-alunno dell'Università Yale, dove ha studiato letteratura. Dopo la laurea ha lavorato nella redazione del The New York Review of Books.

### Carriera
Rich si è trasferito a San Francisco per scrivere San Francisco Noir, nominato dal San Francisco Chronicle uno dei migliori libri del 2005. Quell'anno è stato assunto come redattore da The Paris Review.
Nel 2008 pubblica La voce del sindaco, descritto da Carolyn See sul Washington Post come "un romanzo giocoso e altamente intellettuale su argomenti seri come il fallimento del linguaggio, per esempio, e come affrontiamo questo fallimento per mantenerci sani di mente". Per Antonio Monda su La Repubblica "sin dalle prime pagine risulta evidente una preparazione culturale non comune, ed un'ammirevole volontà di pensare in grande senza perdere di sincerità ed intensità".
Nel 2013 pubblica Odds Against Tomorrow, definito da Alan Cheuse su NPR un "romanzo brillantemente concepito ed estremamente ben realizzato, un libro da urlo". Cathleen Schine ha scritto su The New York Review of Books: "Riconosciamo subito quanto sia anticipatore questo affascinante, terrificante, comico romanzo di modi apocalittici. Rich è un caricaturista dotato e un apocalittico di talento. Le sue descrizioni dei capricci sia della natura che della natura umana sono crude, attuali e convincenti, piene di sorpresa e di consapevolezza, come devono essere sia la buona commedia che il buon terrore".
Nel 2019 pubblica Perdere la Terra. Una storia recente, recensito da Giuliano Aluffi e Cesare de Seta su la Repubblica.

### Vita privata
Rich vive attualmente a New Orleans con sua moglie, Meredith Angelson, e il loro figlio.

## Opere

### Narrativa
- (EN) The Mayor's Tongue, Riverhead Books, 2008, ISBN 978-1-59448-990-7.
  -  La voce del sindaco, Neri Pozza, 2009, ISBN 978-88-545-0230-7.
- (EN) Odds Against Tomorrow, Farrar, Straus and Giroux, 2 aprile 2013, ISBN 978-1-4668-3675-4.
- (EN) King Zeno, Farrar, Straus and Giroux, 9 gennaio 2018, ISBN 978-0-374-18131-4.

### Saggistica
- (EN) San Francisco Noir: The City in Film Noir from 1940 to the Present, Little Bookroom, 2005, ISBN 978-1-892145-30-7.
- (EN) Losing Earth: A Recent History, Farrar, Straus and Giroux, 9 aprile 2019, ISBN 978-0-374-19133-7.
  -  Perdere la Terra. Una storia recente, Mondadori, 2019, ISBN 978-88-04-71520-7.